# Apídeos
Apídeos (Apidae) é uma família de abelhas (super-família Apoidea) que inclui, entre outras tribos, o grupo das abelhas corbiculadas - Apini (sensu Silveira et al. 2002), que inclui algumas das abelhas mais importantes da região Neotropical - as tribos Euglossini e Meliponini.

## Taxonomia
- Subfamília Apinae
  - Tribo Apini
    - Género Apis

  - Tribo Bombini
    - Género Bombus

  - Tribo Euglossini
    - Géneros: Aglae - Euglossa - Eulaema - Eufriesea - Exaerete
- Subfamília Meliponinae
  - Tribo Meliponini
    - Géneros: Melipona - Plebeia - Trigona - Oxytrigona - outros
- Subfamília Nomadinae
- Subfamília Xylocopinae

## Exemplos de espécies da família
1. Andrena abrupta
2. Andrena afrensis
3. Andrena bicolor
4. Andrena bimaculata
5. Andrena cinerea
6. Andrena combinata
7. Andrena cyanomicans
8. Andrena fabrella
9. Andrena flavipes
10. Andrena florea
11. Andrena florentina
12. Andrena hispania
13. Andrena humilis
14. Andrena labialis
15. Andrena labiata
16. Andrena lapponica
17. Andrena lepida
18. Andrena limata
19. Andrena limbata
20. Andrena maderensis
21. Andrena mariana
22. Andrena minutula
23. Andrena minutuloides
24. Andrena morio
25. Andrena nigroaenaea
26. Andrena nigroolivacea
27. Andrena nitida
28. Andrena nitidiuscula
29. Andrena nitidula
30. Andrena ovatula
31. Andrena pilipes
32. Andrena proxima
33. Andrena similis
34. Andrena simontornyella
35. Andrena suerinensis
36. Andrena thoracica
37. Andrena trimmerana
38. Andrena truncatilabris
39. Andrena variabilis
40. Andrena vulcana
41. Andrena wilkella
42. Andrena wollastoni
43. Anthidiellum strigatum
44. Anthidium taeniatum